# Anja Hirdman
Anja Hirdman, född 10 februari 1964, är en svensk medieforskare, genusvetare och författare. Hon verkar som professor vid Stockholms universitet och har bland annat skrivit flera böcker om kvinnligt och manligt i olika medier. 

## Biografi
Anja Hirdman växte upp som dotter till Yvonne Hirdman och Anders Svensson, tidigare rektor på Domarhagsskolan i Avesta. Före universitetsstudierna i mitten av 20-årsåldern arbetade hon inom ett antal olika yrken, inklusive på en jazzrestaurang under en längre vistelse i Italien.
Hirdman har tagit fil.kand. i idéhistoria vid Stockholms universitet. Hon disputerade 2002 i medie- och kommunikationsvetenskap, efter att sju år tidigare ha antagits som doktorand på dåvarande JMK. hirdmans fokus på medier och genus växte fram ur hennes insikt i hur massmedier "är ju som besatta" av genus och vad kvinnor och män efterfrågar. Hon har därefter verkat som lärare, forskare och genusvetare – och sedan 2018 professor – vid den nuvarande Institutionen för mediestudier vid Stockholms universitet. 

### Forskning och böcker
Hirdman har som medieforskare främst fokuserat kring hur kvinnor och män visas upp olika massmedier. Redan 1996 författade hon för Konsumentverket rapporten TV-reklam i Sverige 1990 och 1995, med en vinkling mot maskulinitet, femininitet och etnicitet, och två år senare kom texten "Male norms and female forms: the visual representation of men and women in press images in 1925, 1955 and 1987", publicerad i den engelskspråkiga akademiska tidskriften Nordicom Review.
2001 utkom hennes doktorsavhandling Tilltalande bilder, med undertiteln "genus, sexualitet och publiksyn i Veckorevyn och Fib aktuellt". Där beskrivs hur tidningar för män och unga kvinnor på olika sätt kan porträttera stereotyper av manligt och kvinnligt. Under årtiondet fortsatte hon sin forskning och sitt skrivande kring de könade mediebilderna, och 2008 publicerades Den ensamma fallosen. Boken lyfter hur manlig sexualitet paradoxalt nog sällan problematiseras och i många fall osynliggörs, i en tid av ökad sexualisering och en alltmer spridd hårdpornografi på Internet – i de flesta fall med en manlig adressat. Hon beskriver att den manliga sexualiteten ofta tas för given och hur bilderna som ungdomar publicerar av sig själva formas av detta faktum.
Under nollnolltalet kom även böckerna Journalistikens intimisering och Revolution på svenska (båda 2005). Den första skriften ger en översikt över hur den mediala offentligheten förändrats från 1880-talet till nutiden, medan den sistnämnda titeln koncentrerar sig på hur jämställdheten i Sverige under 1970-talet institutionaliserades och politiserades, samtidigt som den expanderade.
Hirdman har fortsatt sitt skrivande om könens uppvisande i medierna. 2015 fungerade hon och Madeleine Kleberg som redaktörer för Mediers känsla för kön, en Nordicom-publikation som ägnar sig åt feministisk medieforskning.
Mediekonsumenters känslosamma förhållningssätt till medieuttrycken var tema för Känslofyllda rum (2017), med undertiteln "Den mediala socialiteteten – att titta och beröras". Hirdman använde sig av neurovetenskap, socialpsykologi och kulturstudier i sin förklaring av hur TV-mediet berör oss tittare. Hon citerade redan i sin text "Lustar och olustar" (2000) filmvetaren Linda Williams forskning, och Williams har arbetat mycket med det jämförbara fenomenet "kroppsgenrer".

### Övriga aktiviteter och debatt
Utöver texter om pornografins historia, har Hirdman även skrivit om kroppsfixering hos kvinnor. Hon har uttalat sig positivt kring utvecklingen av könsneutrala leksakskataloger. 2008 medverkade hon i dokumentärfilmen Trädälskaren.
I olika sammanhang har Hirdman bidragit med åsikter omkring bland annat feminism. 2011 kritiserade hon hur ämnesexperter i TV-program fortfarande ofta väljs ut efter kön. I samband med Belinda Olssons programserie Fittstim – min kamp (2014) uttryckte Hirdman att mediedebatter omkring feminism ofta är konfliktskapande.
2022 kommenterade Hirdman nedläggningen av flera tjejtidningar och Aller medias förklaring att influerare ska fortsatta i deras spår. Hirdman ansåg då att detta både skulle komma att drabba journalistiken och det sexpositiva innehållet i bland annat olika rådgivningsspalter. Influerare vidarebefordrar, enligt Hirdman, det familjära tilltalet till de unga läsarna, men samtidigt ökar fokuset på influerarens eget mående och lidande i en parasocial relation med följarna.

## Erkännande
2020 utsågs Hirdman till Årets feminist av föreningen Feministakademin på Åland. Motiveringen var bland annat att Hirdman "forskat kring vad maskulinitet och manlighet är och varför män och kvinnor blir allt mer sexualiserade i det offentliga rummet". Själva prisutdelningen stoppades dock av utbrottet av covid-19-pandemin.

### Böcker
- Hirdman, Anja (1996). TV-reklam i Sverige 1990 och 1995: maskulinitet, femininitet och etnicitet. Rapport / Konsumentverket - KO, 0346-7384 ; 1995/96:43. Stockholm: Konsumentverket. ISBN 9173985872
- Hirdman, Anja (2001). Tilltalande bilder: genus, sexualitet och publiksyn i Veckorevyn och Fib aktuellt. Doktorsavhandlingar från JMK, 1102-3015 ; 21. Stockholm: Atlas. ISBN 9189044878
- Hirdman, Anja; Kleberg Madeleine, Widestedt Kristina (2005). Journalistikens intimisering: den mediala offentlighetens förändringar från 1880-tal till nutid : ett forskningsprogram. Skriftserien / Journalistik, medier och kommunikation, Stockholms universitet, 1100-9896 ; 2005:1. Stockholm: Journalistik, medier och kommunikation (JMK), Univ. Libris 9972744
- Hirdman, Anja, red (2005). Revolution på svenska: [ett vittnesseminarium] om jämställdhetens institutionalisering, politisering och expansion 1972 - 1976. Samtidshistoriska frågor. Samtidshistoriska inst., Södertörns högskola. ISBN 978-91-89615-08-3
- Hirdman, Anja (2008). Den ensamma fallosen. Atlas akademi. ISBN 9789185677559
- Anja Hirdman, Madeleine Kleberg, red (2015). Mediers känsla för kön: feministisk medieforskning. Nordicom. ISBN 978-91-87957-12-3
- Hirdman, Anja (2017). Känslofyllda rum: Den mediala socialiteten - att titta och beröras. Nordic Academic Press. ISBN 9789188661265

### Texter (urval)
- Hirdman, Anja (1998). ”Male norms and female forms: the visual representation of men and women in press images in 1925, 1955 and 1987” (på engelska). NORDICOM review 19(1998):1,:  sid. 225-254. ISSN 1403-1108.
- Hirdman, Anja (2000). ”Lustar och olustar”. Kvinnovetenskaplig tidskrift 21 (2000):3:  sid. 55-64. ISSN 0348-8365.